# 김만덕 묘비
김만덕 묘비(金萬德 墓碑)는 대한민국 제주특별자치도 제주시 건입동 모충사에 있는 조선의 여상 김만덕의 묘비이다. 2007년 1월 24일 제주특별자치도의 기념물 제57호로 지정되었다.

## 개요
1795년(정조 19년)에 제주도에 큰 흉년이 들어 백성들이 굶어죽게 되자 김만덕은 자신의 전 재산으로 쌀을 사들여 제주 백성들을 구휼하였는데, 그 공을 기리기 위하여 1812년(순조 12년) 11월 21일에 마을 사람들이 김만덕 묘비를 세웠다.

## 현지 안내문
김만덕(金萬德: 1739~1812)는 1794년(정조 18)부터 제주에 몰아친 기근(饑饉)으로 굶어 죽는 사람들이 늘어나자, 1795년(정조 19)에 전 재산을 구휼미로 바꾸어 제주 백성들을 기아에서 구했던 의인(義人)이다. 어렸을 때 부모를 잃고 기녀의 수양딸로 들어가서, 잠시 기적(妓籍)에 오르기도 했다. 그러나 20살 무렵에 양민의 신분을 되찾아서 객주(客主)를 경영해서 거상(巨商)으로 이름을 떨쳤다. 그는 1812년(순조 12)에 사망하여 제주시 건입동 710번지에 묻혔다. 그런데 도로 확장에 따라 원묘를 옮기게 되자, 유해를 수습하여 
-
로 옮겨 놓았다. 원묘의 비문에는 그의 생몰 시기, 출신, 성장 과정, 재산의 형성과 진휼 과정, 상경과 금강산 유람, 용모, 후손 등에 관한 내용이 적혀 있다.

## 같이 보기
- 김만덕

## 참고 자료
- 김만덕묘비 - 국가유산청 국가유산포털